# .450 Nitro Express
El .450 Nitro Express también conocido como el .450 Nitro Express de 3 1⁄4- pulgadas, es un cartucho metálico diseñado para cazar animales peligrosos como el elefante, rinoceronte, búfalo de cabo, león, y leopardo. Se usa en rifles dobles para cazar en los trópicos o climas cálidos en general y está asociado con la Época dorada de safaris africanos e indios shikars.

## Desarrollo
El .450 Nitro Express fue el primer Nitro Express, desarrollado alrededor de 1898 por John Rigby. Se diseñó del casquillo del entonces popular .450 Black Powder Express con 70 granos (5 g) de Cordita que propulsaba una bala de 480 granos (31 g). 
La Velocidad de salida estaba listada en 2,150 pies por segundo (655 m/s) con 4,909 libras/pie (6,656 J) de energía. El casquillo recto y tiene una longitud de 3.25 pulgadas (83 mm) con un diámetro de anillo de .0,624 plg (1,6 cm).
Los primeros cartuchos utilizaron el casquillo para pólvora negra, diseñado para soportar una presión de alrededor de 22,000 psi, por debajo de los 34,000 psi que generaba la carga de Cordita, dificultando la extracción del casquillo, especialmente en climas más cálidos como en África e India tropical, donde el cartucho era principalmente utilizó. Para remediar este problema, se reforzó el casquillo y Kynoch desarrolló una carga reducida para bajar la presión.  Otro problema que se presentó fue la sensibilidad de Cordita a las variaciones de temperatura, causando incrementos de presión en climas tropicales. Como resultado, los fabricantes respondieron desarrollando cargas "tropicales" con menor cantidad de cordita.
Estos problemas iniciales resultaron en que Holland & Holland desarrollara el .500/450 Nitro Express y Eley Brothers el .450 No. 2 Nitro Express, ambos ofrecido un rendimiento muy similar al .450 Nitro Express original.  Pero para cuando estos cartuchos fueron introducidos al mercado, los problemas con el .450 Nitro Express habían sido resueltos, y este se volvió el cartucho más popular y utilizado para cazar animales peligrosos.
Después de la prohibición de uso de munición calibre .450 por el ejército británico en India y el Sudán, Rigby adoptó el  .470 Nitro Express como su cartucho para rifle doble. Para cuando la prohibción se levantó, el .470 NE había ya suplantado al .450 NE.

## Uso deportivo
Con proyectiles sólidos es considerado excelente para la caza de elefantes y rinocerontes, mientras que los proyectiles de punta suave y los semi suaves desarrollados por Westley Richards, son preferidos para la caza de búfalos y bastante efectivo para hacer tiros frontales a leones. 
El cazador que pretenda cazar antílopes con el .450 Nitro Express, deberá siempre usar proyectiles de punta suave para estos fines.

## Usuarios
Usuarios prominentes del  .450 Nitro Express incluyen a Agnes Herbert, Arthur H. Neumann, Major Chauncey H. Stigand Y Denys Finch Hatton; este último hizo recañonar su .475 No 2 Nitro Express a .450 Nitro Express cuando fue más fácil conseguir la munición.